# Уялижар
Уялижа́р (каз. Ұялыжар) — село у складі Ордабасинського району Туркестанської області Казахстану. Входить до складу Буржарського сільського округу.
Населення — 2260 осіб (2021; 2031 у 2009, 1921 у 1999, 1647 у 1989).